# Frederick Sefton Delmer
Frederick Sefton Delmer (* 24. Oktober 1864 in Battery Point, Hobart, Tasmanien, Australien; † 7. April 1931 in Rapallo, Genua, Ligurien, Italien) war ein australischer Sprach- und Literaturwissenschaftler, Hochschullehrer und Publizist.

## Leben
Seine Eltern waren James Delmer (1837–1914) und Margaret Sefton Burgess (1837–1886).
Delmer studierte an der Trinity College der Universität Melbourne und setzte seine Studien in Europa fort, wo er die Bekanntschaft von Herman Grimm machte, dem Sohn von Wilhelm Grimm. Nach seiner Rückkehr wurde er 1896 in Australien Lehrer, schrieb aber auch Reiseberichte. Bald ging er nach Europa zurück und wurde dort im Jahr 1900 Dozent an der Universität von Königsberg, von 1901 bis 1914 war er Anglistik-Dozent an der Friedrich-Wilhelms-Universität in Berlin. Er heiratete im Jahr 1901 Isabella Mabel Hook (1879–1938). Sie bekamen einen Sohn, Denis „Tom“ Sefton Delmer (1904–1979) und eine Tochter, Margaret Mabel Sefton Delmer (1905–1990).
Im Jahr 1910 veröffentlichte er das Buch English Literature from Beowulf to Bernard Shaw, das für Jahrzehnte ein Standardwerk für den Englischunterricht an deutschen Schulen wurde.
Zu Beginn des Ersten Weltkriegs wurde er in Berlin interniert, da er sich weigerte, die deutsche Staatsbürgerschaft anzunehmen, und man ihn der Spionage verdächtigte. Im Jahr 1915 wurde er freigelassen. Er war später in Deutschland und Italien als Journalist, Übersetzer und Dolmetscher tätig.

## Werke
- Englische Debattierübungen und gesprochene Aufsätze: ein Hilfsmittel für englische Konversationskurse, 1912
- English Literature from Beowulf to Bernard Shaw, Berlin 1910 (mit vielen Neuauflagen bis mindestens 1984; im Jahr 1951 wurde die 22. Auflage unter dem Titel From Beowulf to T.S.Eliot, for the use of Schools, Universities and private Students. Twenty-second Edition with Alterations and New Chapters and Sections by H.S. Harcey, B. Litt. veröffentlicht.)